# Асоян, Борис Рубенович
Бори́с Рубе́нович Асоя́н (1945 — декабрь 1992) — советский дипломат, историк-африканист, кандидат исторических наук.

## Биография
Окончил МГИМО. Основное направление научных исследований — национально-освободительное движение в странах Африки.
Сотрудник института Африки АН СССР. Позднее — заместитель заведующего Вторым африканским отделом МИД СССР, кандидат исторических наук. С 1990 по 1992 годы — посол СССР (позже России) в Ботсване.
Жена — Алёна Долецкая, журналист, позже главный редактор «русского» Vogue.
Покончил жизнь самоубийством в декабре 1992 года.

## Книги
- Дорогами свободы. — М.: Политиздат, 1982.
- Зимбабве. — М., 1983.
- «Дикие гуси» убивают на рассвете. Тайная война против Африки. — М.: Изд-во полит. лит-ры, 1984.
- ЮАР: Каким будет завтрашний день? (По ту сторону) — М.: Советская Россия, 1985
- Всё ещё удивительная Африка. — М.,1987.
- Загадка проекта «U-209» (По ту сторону) — М.: Советская Россия, 1988